# 九甲圍義山宮
22°44′37″N 120°17′29″E / 22.743646°N 120.291452°E
九甲圍義山宮，又稱甲圍義山宮，是位於臺灣高雄市橋頭區、東亞最大間的三山國王廟。

## 歷史
根據廟方沿革記載，義山宮建造於明鄭永曆二十二年（1668年），由鄭尚募建；而《鳳山縣采訪冊》則記載此廟是在同治十三年（1874年）（但此廟正殿上方有乾隆時期的「潮靈東振」匾額），並記錄今日的橋頭區有三座三山國王廟，寫：「一在新庄，縣西北二十八里，屋三間，咸豐二年黃清募建，廟租十六石；一在九甲圍庄，縣西北二十八里，屋四間，同治十三年鄭尚募建，廟租四十石；一在六班長庄，縣西北三十里，屋三間，道光十年鄭興、劉仁募建。」
該廟是九甲圍、頂鹽田及楠梓區下鹽田三個庄頭的信仰中心，早期是廣東潮汕人信仰中心，後來閩粵械鬥、融合，變來當地漳泉人信仰中心。1949年、1992年，此廟進行改建。李清福擔任主任委員期間，2002年重新整建完成。其廟面積達五百坪、高三十三公尺，是全台最大、也是東南亞規模最大的三山國王廟。

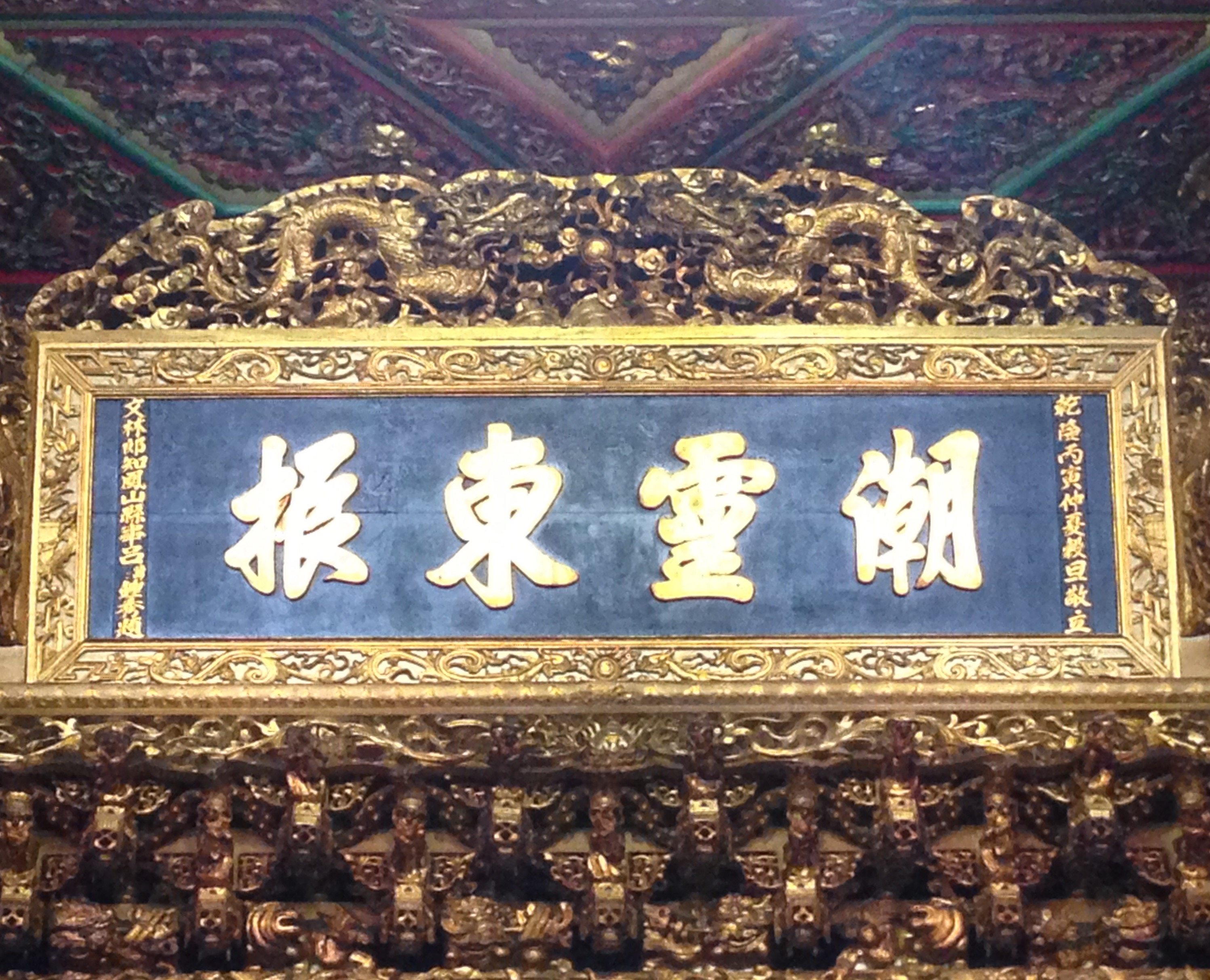
「潮靈東振」匾額，由文林郎鳳山縣知縣呂鍾琇在乾隆丙寅年（1746年）所題

2012年馬雅末日謠言時，超過二十位來自梓官、台北、雲林、宜蘭等地民眾聽信風水師廖大乙的簡訊，在此廟前廣場搭帳棚「避難」。2013年，一位六旬的朱姓鐵工在觀看選乩儀式時，被廟方選作乩童。
高雄市政府民政局在2015年，選定此廟與高雄三鳳宮、高雄意誠堂、高雄關帝廟、港口慈濟宮、鳳山龍山寺、鳳山雙慈亭、旗山天后宮此八間廟宇，辦理「金鏟子．祝好孕」活動，讓希望想生子的市民討吉利。

## 祀神

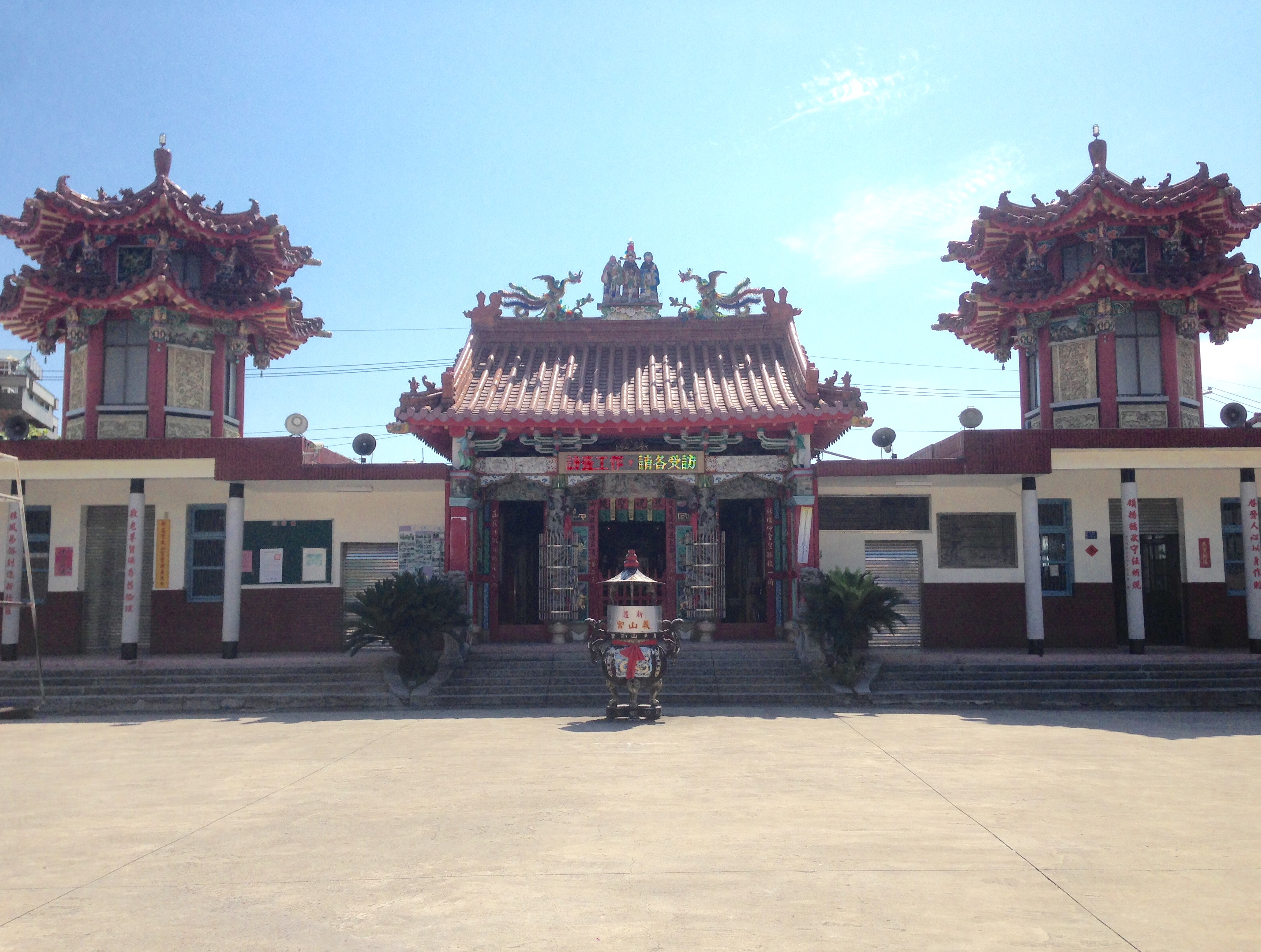
新莊義山宮

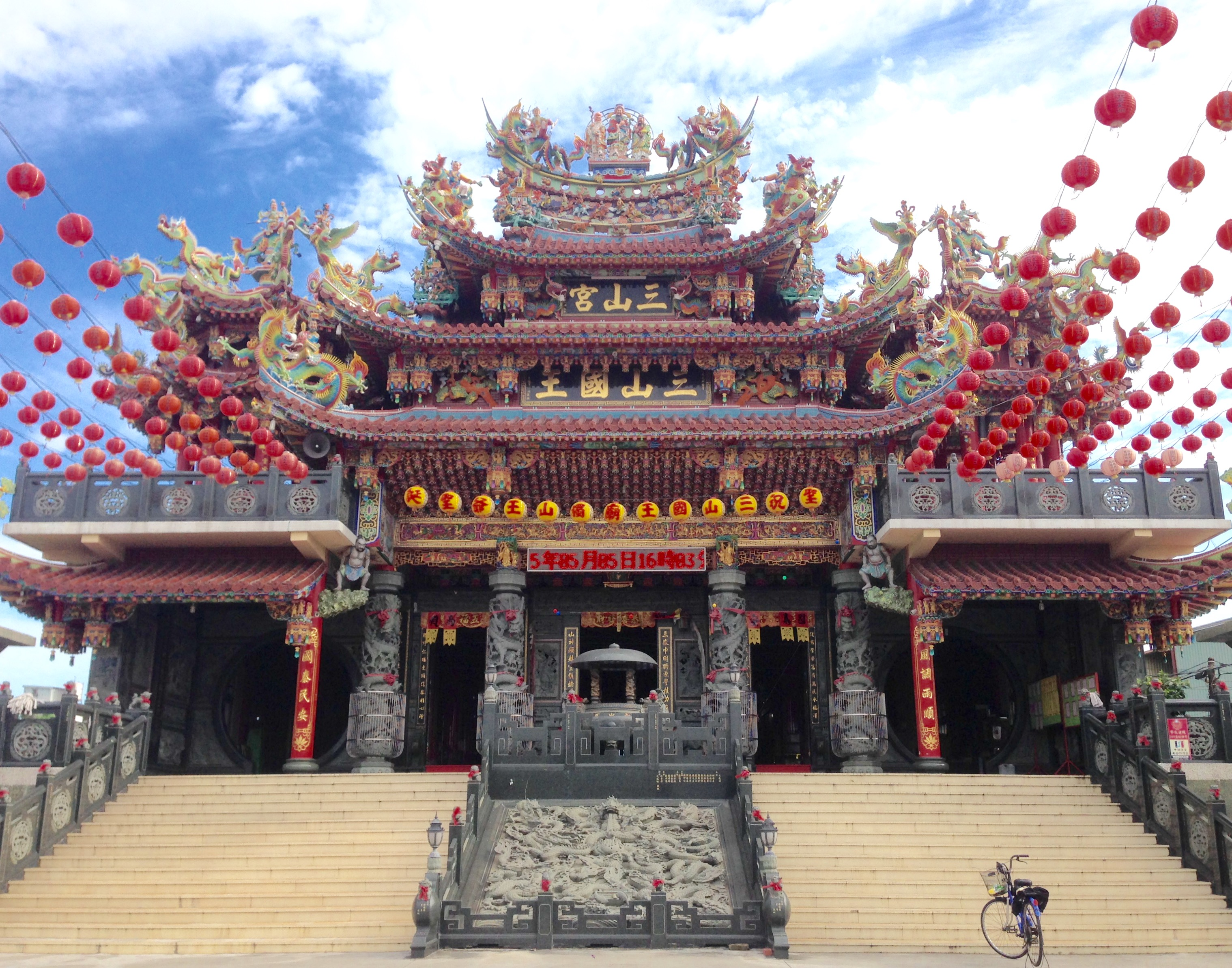
三德三山宮

主祀三山國王，陪祀執劍元帥、護印將軍、註生娘娘、福德正神；二樓觀音殿奉祀觀世音菩薩、文昌帝君、至聖先師、關聖帝君、三奶夫人；三樓凌霄寶殿奉祀玉皇上帝、三官大帝、南斗星君、北斗星君、太上道祖、太白金星。
有別於一般的三山國王廟，九甲圍義山宮以明山國王為大王爺公，巾山國王則為二王爺公。橋頭最早的三山國王分別鎮守在三個庄頭，除此廟外，新莊義山宮以巾山國王為主神，三德三山宮則是獨山國王（但該廟仍稱之為三王爺公）。